# Tramway de Quend-Plage et Fort-Mahon
Le tramway de Quend à Quend-Plage et Fort-Mahon est une ancienne ligne de tramway dans le département de la Somme.

## Histoire
La ligne est mise en service en 1898 entre la gare de Quend - Fort-Mahon et la station balnéaire de Quend-Plage, dans cette même commune.